# Chlorophytum humifusum
Chlorophytum humifusum är en sparrisväxtart som beskrevs av Georg Cufodontis. Chlorophytum humifusum ingår i släktet ampelliljor, och familjen sparrisväxter. Inga underarter finns listade i Catalogue of Life.